# Parroquia Guajira
La parroquia Guajira es una de las 4 divisiones administrativas en las que se divide el municipio Guajira al norte del estado Zulia y al oeste de Venezuela.

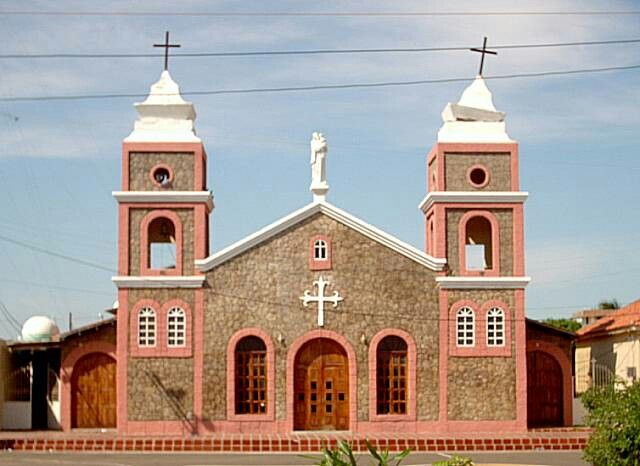
Iglesia de San José, Paraguaipoa

## Historia
Formó parte de la Gobernación española de Coquibacoa desde 1501, y ya con una Venezuela independiente del Territorio Federal Guajira entre 1864 y 1893 y parte del llamado Distrito Páez entre 1880 y 1989. Desde 1999 el idioma local Wayu o Guajiro adquirió estatus de lengua oficial en todo el municipio junto con el castellano, por lo que es común encontrar señales bilingües en su territorio. En el 2010 por referéndum el municipio recuperó el nombre de Guajira, manteniendo la parroquia su mismo territorio y denominación.
En noviembre de 2019 se registró un sismo en Paraguaipoa que no dejó daños materiales ni humanos.

## Geografía
Recibe su nombre por ubicarse en la parte sur de la Península de la Guajira y por el pueblo guajiro que habita la región. Se trata de la parroquia más extensa de las cuatro que conforman el Municipio Indígena Guajira, limita por el norte con la parroquia Alta Guajira, por el este con el Golfo de Venezuela, por el oeste con el Departamento de La Guajira (Colombia) y por el sur con las parroquias de Sinamaica y Elías Sánchez Rubio. Posee una superficie estimada en 1040 kilómetros cuadrados, una población de 39018 habitantes (con una gran población de indígenas) y su capital y localidad más importante es Paraguaipoa.

## Localidades
- Paraguaipoa (Capital)[9]
- Los Aceitunito
- Juruba
- La Punta
- Laguna del Pájaro
- Candelaria
- Guarero
- Paraguachon
- Yaguasiru
- Colopomtai
- Carretal
- Santa María de Guana
- Iruamana
- Hato nuevo
- Alpanate
- Las Pitias